# Santa Maria Annunziata (Todi)

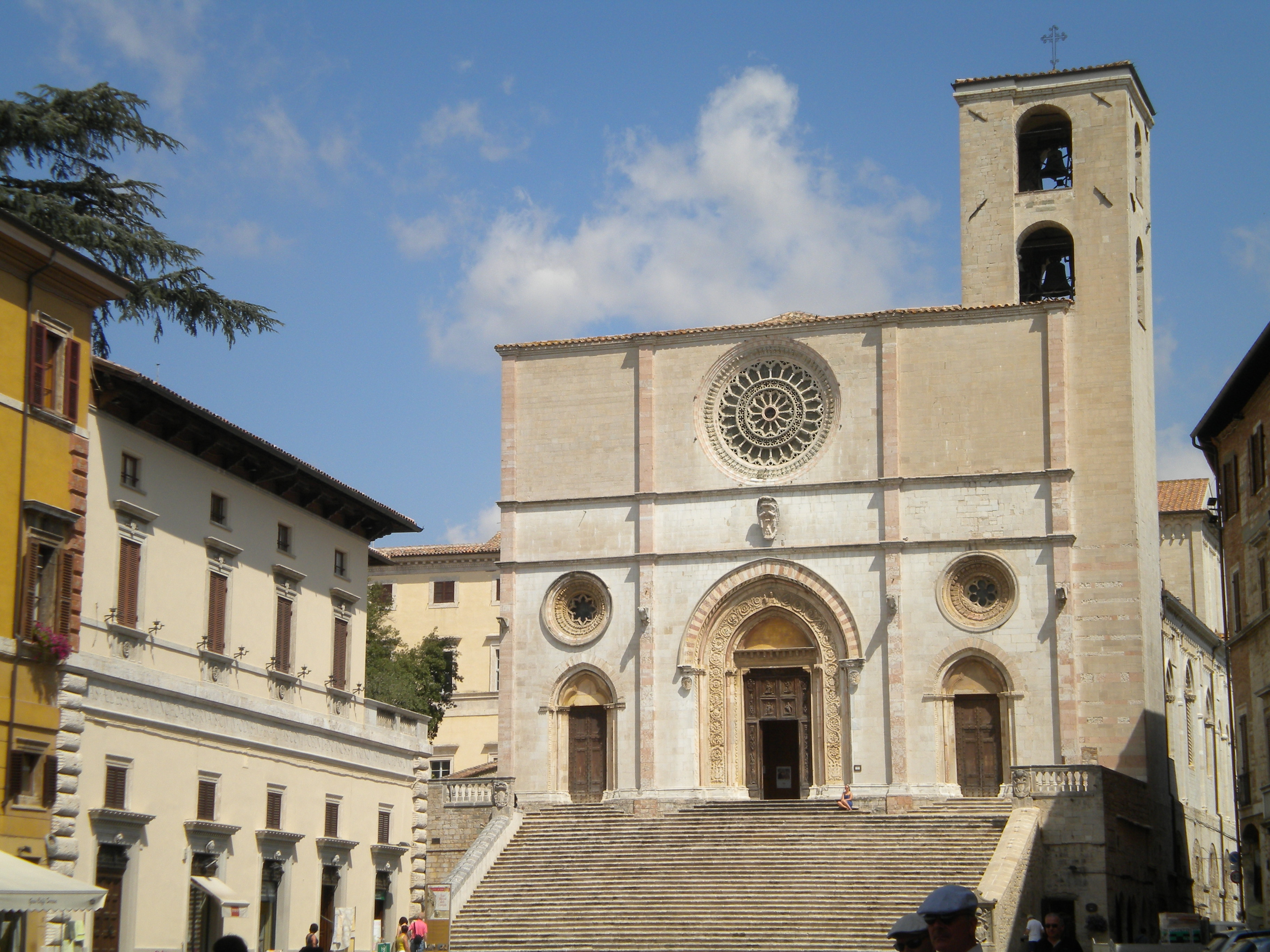
Santa Maria Annunziata

Santa Maria Annunziata ist eine römisch-katholische Kirche im Zentrum von Todi in der italienischen Region Umbrien. Die Konkathedrale des Bistums Orvieto-Todi trägt den Titel einer Basilica minor und ist der Verkündigung des Herrn gewidmet. Die Kathedrale des 1986 aufgegangenen Bistums Todi stammt aus dem 14. Jahrhundert und ist auch als Dom von Todi bekannt, seit 1940 geschützt als italienischen Nationaldenkmal.

## Geschichte
Die Kathedrale steht an der Stelle eines römischen Bauwerks auf dem ehemaligen römischen Forum, am nördlichen Ende der heutigen Piazza del Popolo im Zentrum der Stadt Todi. Die frühere Kirche, von der man annimmt, dass sie um das Jahr 1000 erbaut wurde, wurde durch einen Brand im Jahr 1190 fast vollständig zerstört, während nach dem Erdbeben von 1246 erhebliche Umbauten vorgenommen wurden. Die wiederaufgebaute Kathedrale wurde im 14. Jahrhundert fertiggestellt, aber die Struktur wurde seither mehrmals renoviert und verändert. So stammt die Fassade von Lorenzo Maitani aus dem 13. Jahrhundert, wurde aber mehrfach verändert, zuletzt im 16. Jahrhundert.

## Architektur
Die Kathedrale befindet sich am oberen Ende einer Treppe. Über dem mittleren der drei Portale  öffnet sich die bemerkenswerte Fensterrosette. Sie wurde 1515 begonnen und unter Bischof Billioti zwischen 1517 und 1523 fertiggestellt. Die Buntglasfenster sind nicht original und stammen aus der Zeit der Restaurierungsarbeiten im 19. Jahrhundert. Das spitzbogige Hauptportal ist ein Werk von Antonio Bencivenni aus dem Jahr 1521 und besteht aus vier oberen Tafeln (mit der Darstellung der Verkündigung, des Erzengels Gabriel, des Heiligen Petrus und des Heiligen Paulus) und sechs unteren Tafeln, die 1639 hinzugefügt wurden. Auf der rechten Seite der Fassade steht der Glockenturm aus dem 14. Jahrhundert. 
Der Innenraum ist als vierschiffige Basilika auf dem Grundriss eines lateinischen Kreuzes mit einer runden Apsisausgeführt, wobei das rechte kleinere Seitenschiff die Hauptkirche flankiert. Diese wird von zwei Reihen von Rundbögen gegliedert, die von Säulen mit korinthischen Kapitellen getragen werden. Sowohl das Hauptschiff als auch die beiden Seitenschiffe sind mit freiliegenden Holzbindern bedeckt. Das Querschiff ist stattdessen mit einem Kreuzgewölbe bedeckt. 

## Ausstattung

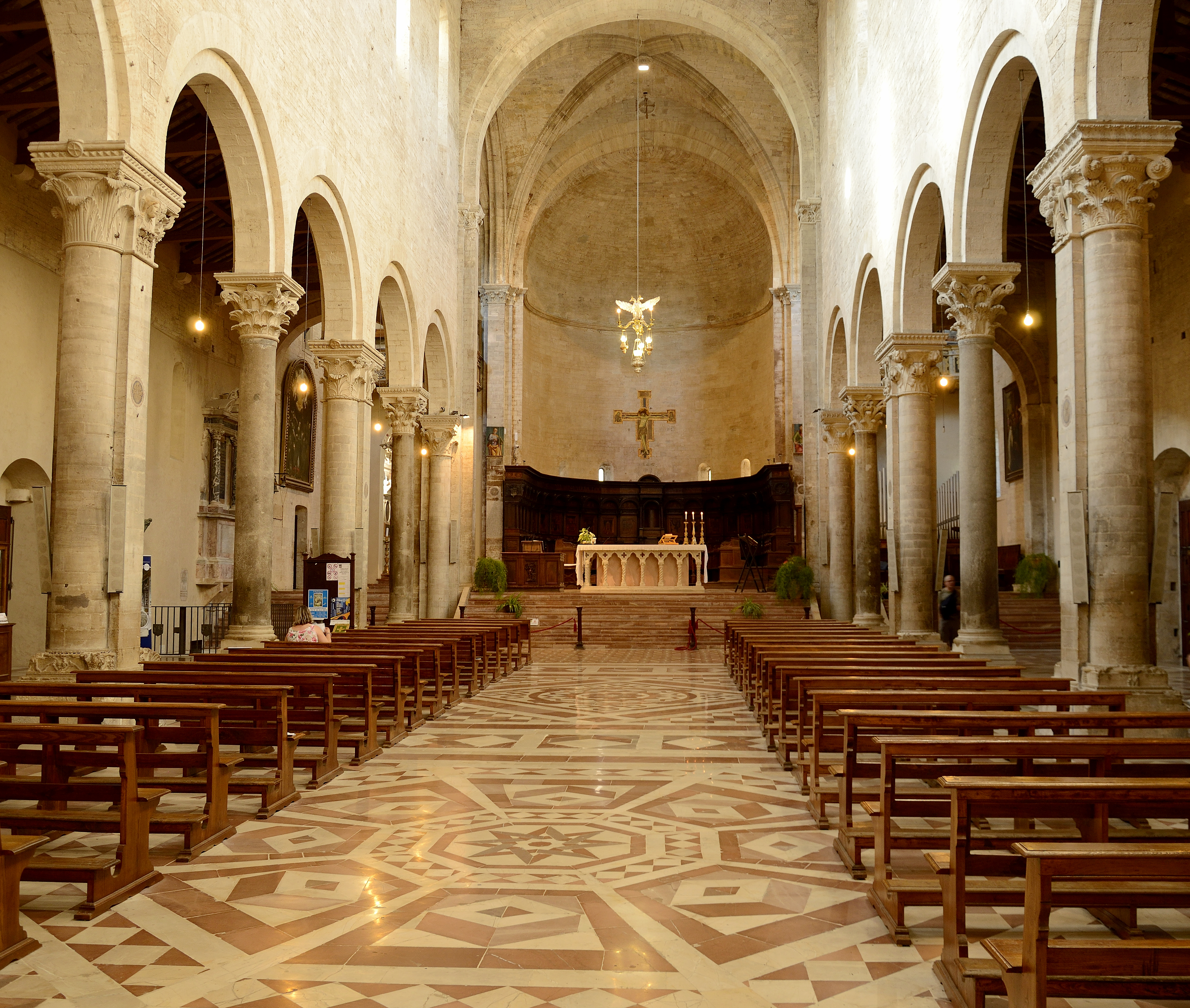
Innenraum

In der Apsis befindet sich ein auf Holz gemaltes Kruzifix aus der Mitte des 13. Jahrhunderts, während sich links vom Chor die Cesi-Kapelle befindet, die von Bischof Angelo Cesi in Auftrag gegeben wurde, mit Fresken von Ferraù Fenzoni, bekannt als il Faenzone, im Gewölbe aus dem Jahre 1599. Von demselben Autor ist auch das Gemälde, das sich auf dem Altar der Kapelle befindet. An der Gegenfassade befindet sich ein Fresko von Faenzone, das das Jüngste Gericht darstellt, ein Werk aus dem Jahr 1596, inspiriert durch Michelangelos Jüngstes Gericht in der Sixtinischen Kapelle. Das prächtige Chorgestühl wurde zwischen 1521 und 1530 von Antonio Bencivenga und seinem Sohn Sebastiano angefertigt.
Am Anfang des äußeren rechten Seitenschiffs befindet sich das Taufbecken, das von Piero di Moricone aus Lugano im Jahre 1507 angefertigt wurde.
Die Orgel wurde in den 1960er Jahren im linken Querschiff von der Firma Organi Pinchi aus Foligno installiert. Diese verwendete einen Teil des Klangmaterials eines früheren Instruments von Angelo Morettini aus dem Jahr 1841. Die Orgel mit elektrischer Übertragung wird über zwei Manuale mit 61 Tasten ein konkav-radiales Pedal bespielt.
Die Krypta beherbergt drei Skulpturen, die sich früher an der Fassade befanden und Giovanni Pisano und Rubeus zugeschrieben werden, sowie die hölzerne Madonna mit Kind, die Sedes Sapientiae, die bis vor kurzem in der Kirche Santa Maria in Camuccia aufbewahrt und verehrt wurde.
Entlang des Korridors, der die linke Seite der Kathedrale flankiert und von der Treppe, die zur Krypta führt, zugänglich ist, befindet sich eine Ausstellung der sakralen Kunst und des Domschatzes.